# 15332 CERN
سي إي أر أن (ويعرف أيضًا باسم 15332 سي إي أر أن وفق تسمية الكوكب الصغير) (بالإنجليزية: CERN)‏ هو كويكب ضمن حزام الكويكبات؛ وترتيبه 15332 من حيث الاكتشاف.
اكتُشف هذا الجُرم الفلكي بواسطة إيريك والتر إلست في 9 أكتوبر 1993، وأُطلق عليه هذا الاسم نسبةً إلى سيرن.

## وصلات خارجية
- 15332 CERN في قاعدة بيانات مختبر الدفع النفاث لأجرام النظام الشمسي الصغيرة

- الاكتشاف · مخطط المدار ·  العناصر المدارية · المعلمات المادية

- 15332 CERN على موقع ويكي سكاي: DSS2, SDSS, GALEX, IRAS, Hydrogen α, X-Ray, Astrophoto, Sky Map, Articles and images